# Val de Mamet I
Val de Mamet I es un abrigo que contiene pinturas rupestres de estilo levantino. Está situado en el término municipal de Mequinenza (Aragón), en España. Este pequeño abrigo se encuentra en una enorme roca desprendida de la margen derecha de este barranco. Está orientado al Sur y presenta dos figuras pintadas y superpuestas en color rojo. La primera figura es un motivo soliforme o esteliforme, sobre el que aparece pintado un motivo en forma de cayado, en un tono más violáceo.
El abrigo está incluido dentro de la relación de cuevas y abrigos con manifestaciones de arte rupestre considerados Bienes de Interés Cultural en virtud de lo dispuesto en la disposición adicional segunda de la Ley 3/1999, de 10 de marzo, del Patrimonio Cultural Aragonés. Este listado fue publicado en el Boletín Oficial de Aragón del día 27 de marzo de 2002. Forma parte del conjunto del arte rupestre del arco mediterráneo de la península ibérica, que fue declarado Patrimonio de la Humanidad por la Unesco (ref. 874-663). También fue declarado Bien de Interés Cultural con el código RI-51-0009509.